# 아라과주

아라과 주의 위치

아라과주(스페인어: Estado Aragua)는 베네수엘라 중북부에 위치한 주로 주도는 마라카이이며 면적은 7,014km2, 인구는 1,689,056명(2008년 기준)이다. 1899년에 신설되었으며 18개 지방 자치체를 관할한다. 북쪽으로는 카리브해, 동쪽으로는 미란다 주와 바르가스 주, 남쪽으로는 과리코 주, 서쪽으로는 카라보보 주와 접한다.

## 같이 보기
- 베네수엘라의 주